# Скорхёй, Каспер
Каспер Скорхёй (нем. Kasper Skårhøj; родился 1975, Дания) — создатель и бывший главный разработчик системы управления сайтами (CMS/CMF) TYPO3.
Разработку TYPO3 он начал в 1997 году. В 2007 году он отказался от места главного разработчика в пользу сообщества, разработку 4.x версии возглавляет Майкл Стаки (Michael Stucki), а 5.x Роберт Лемке (Robert Lemke).
Основатель компании Skaarhoj, производителя универсальных контролеров вещания.
В настоящее время он живет в Ванлосе, пригороде Копенгагена, с женой, Ри и тремя детьми, Амели, Нооми и Тристаном.